# 乔安娜·B·弗里曼
乔安娜·B·弗里曼（英語：Joanne B. Freeman，1962年4月27日—）是一位美国历史学家，专攻美国早期历史，是亚历山大·汉密尔顿的研究专家，在《纽约时报》、《大西洋》、《Slate》等报纸杂志上有开设专栏，在耶鲁大学开放课程中有开设25节课的《美国独立战争史》（The American Revolution）。